# Trachysomus apipunga
Trachysomus apipunga är en skalbaggsart som beskrevs av Martins och Maria Helena M. Galileo 2008. Trachysomus apipunga ingår i släktet Trachysomus och familjen långhorningar. Inga underarter finns listade i Catalogue of Life.